# Intel HEX
Intel HEX — формат файла, предназначенного для представления произвольных двоичных данных в текстовом виде. По историческим причинам является стандартом де-факто при прошивке разнообразных микросхем с памятью (микроконтроллеров, ПЗУ, EEPROM и т. п.). Соответственно большинство инструментов подготовки образов прошивки (компиляторы, редакторы, просмотрщики и т. п.) умеют работать с этим форматом.
Файл обычно имеет расширение .hex. Названия I8HEX, I16HEX и I32HEX иногда используются для определения набора записей, используемых в файле. I8HEX использует только записи с типами 00/01 (16-битная адресация), в I16HEX добавляются записи 02/03 (20-битная адресация), и в I32HEX добавляются записи 04/05 (32-битная адресация).
Достоинством формата (в отличие от простого двоичного) является возможность указывать только определённые области адресов (с точностью до байта). Многие микроконтроллерные архитектуры имеют несколько областей программирования с обширными пустотами в адресации между ними.

## Формат записи

### Объяснение первое
Файл состоит из текстовых ASCII-строк. Каждая строка представляет собой одну запись. Каждая запись начинается с двоеточия (:), после которого идёт набор шестнадцатеричных цифр кратных байту:
- Начало записи (:).
- Количество байт данных, содержащихся в этой записи. Занимает один байт (две шестнадцатеричных цифры), что соответствует 0…255 в десятичной системе.
- Начальный адрес блока записываемых данных — 2 байта. Этот адрес определяет абсолютное местоположение данных этой записи в двоичном файле.
- Один байт, обозначающий тип записи. Определены следующие типы записей:
  - 0 — запись содержит данные двоичного файла.
  - 1 — запись обозначает конец файла, данных не содержит. Имеет характерный вид «:00000001FF».
  - 2 — запись адреса сегмента (подробнее см.ниже).
  - 4 — запись расширенного адреса (подробнее см.ниже).
- Байты данных, которые требуется сохранить в EPROM (их число указывается в начале записи, от 0 до 255 байт).
- Последний байт в записи является контрольной суммой. Рассчитывается так чтобы сумма всех байтов в записи была равна 0.
- Строка заканчивается стандартной парой CR/LF (0Dh 0Ah).

### Объяснение второе
Файл формата Intel HEX может состоять из любого количества записей. Каждая запись представляет собой ASCII-строку, состоящую из нескольких пар 16-ричных цифр. Строка должна начинаться с символа двоеточия и оканчиваться парой символов CR и LF.
Запись состоит из пяти полей следующего формата:
```
:
LL
AAAA
TT
DD…
CC
```

Каждая группа букв (LL, AAAA, TT и т. д.) представляет собой отдельное поле. Каждая буква — отдельную 16-ричную цифру (4 бита). Каждое поле состоит как минимум из двух 16-ричных цифр (один байт). Ниже представлена расшифровка полей записи:
- : Каждая запись в файле Intel HEX должна начинаться с двоеточия.
- LL Поле длины — показывает количество байт данных (DD) в записи.
- AAAA Поле адреса — представляет начальный адрес записи.
- TT Поле типа. Оно может принимать следующие значения:
  - 00 запись содержит данные двоичного файла.
  - 01 запись является концом файла.
  - 02 запись адреса сегмента (подробнее см. ниже).
  - 03 Стартовый адрес запуска программы в формате 80x86 (значения регистров CS:IP счетчика команд и регистра смещения)
  - 04 запись расширенного адреса (подробнее см. ниже).
  - 05 32-битный адрес запуска программы в «линейном» адресном пространстве
- DD Поле данных. Запись может содержать несколько байт данных. Количество байт данных должно соответствовать полю LL.
- CC Поле контрольной суммы. Поле контрольной суммы вычисляется путём сложения значений всех байт (пар 16-ричных цифр) записи по модулю 256 с последующим переводом в дополнительный формат (отнять получившееся значение от 0). Таким образом, если просуммировать все пары шестнадцатеричных чисел, включая LL, AA, TT, DD, CC, получится 0.

### Запись адреса сегмента
Файл формата Intel HEX может содержать записи для процессоров Intel 8086, которые определяют адрес сегмента (иначе говоря — номер параграфа, один параграф — это 16 байт). Если используется директива H167, то этот тип записи заменяет запись расширенного линейного адреса. Номер параграфа используется как смещение адреса для всех записей данных, следующих за этой записью. Смещение представляет собой сдвиг адреса на четыре бита влево. Например, смещение равное 0x1234 даст реальный адрес 0x12340.
Пример записи: 

```
:
02
0000
02
1000
EC
```

где:
- 02 Количество байт данных
- 0000 В этом типе записи всегда равно 0000
- 02 Тип записи 02 (запись адреса сегмента).
- 1000 Номер параграфа (реальный адрес будет равен 0x10000).
- EC Контрольная сумма

### Запись расширенного адреса
Когда используется директива H167, файл формата Intel HEX возможно будет содержать записи расширенного линейного адреса. Этот тип записи определяет значения двух старших байт абсолютного адреса (биты 16-31). Эти два старших байта адреса будут применяться как смещение адреса для всех записей данных, следующих за этой записью.
Пример записи:
```
:
02
0000
04
00FF
FB
```

где:
- 02 Количество байт данных
- 0000 Всегда равно 0
- 04 Тип записи 04 (запись расширенного линейного адреса)
- 00FF Старшее слово смещения адреса (0x00FF0000)
- FB Контрольная сумма

Пример записи:
```
:
00
0000
01
FF
```

где:
- 00 Количество байт записи
- 0000 Поле игнорируется. Не имеет значения, что там записано, но обычно всегда равно 0
- 01 Тип записи 01 (Конец Файла)
- FF Контрольная сумма, вычисленная как 01h + NOT(00h + 00h + 00h + 01h).

## Примеры

### Пример 1
```
:
10
0100
00
214601360121470136007EFE09D21901
40

:
10
0110
00
2146017EB7C20001FF5F160021480119
88

:
10
0120
00
194E79234623965778239EDA3F01B2CA
A7

:
10
0130
00
3F0156702B5E712B722B732146013421
C7

:
00
0000
01
FF
```

 Начало записи
 Количество байт данных в этой записи (строке)
 Адрес, с которого начинают размещаться данные этой записи
 Тип записи
 Данные
 Контрольная сумма записи

### Пример 2
Пример одной записи данных:
```
:
10
2462
00
464C5549442050524F46494C4500464C
33
```

где
- 10 Количество байт данных (16 байт)
- 2462 Адрес памяти, куда будет помещена запись.
- 00 Тип записи — данные.
- 464C…464C Данные
- 33 Контрольная сумма записи

### Пример 3
```
:020000021000EC

:10C20000E0A5E6F6FDFFE0AEE00FE6FCFDFFE6FD93
:10C21000FFFFF6F50EFE4B66F2FA0CFEF2F40EFE90
:10C22000F04EF05FF06CF07DCA0050C2F086F097DF
:10C23000F04AF054BCF5204830592D02E018BB03F9

:020000020000FC

:04000000FA00000200

:00000001FF
```

 Запись с адресом сегмента (тип записи 02). 2 байта данных содержат старшую часть адреса.
 Записи с данными (тип записи 00).
 Запись, обозначающая конец файла (тип записи 01). Строки после этой записи игнорируются.